# اچ‌ام‌اس جرویس بی
اچ‌ام‌اس جرویس بی (به انگلیسی: HMS Jervis Bay) یک کشتی بود که طول آن ۵۴۹ فوت (۱۶۷ متر) بود. این کشتی در سال ۱۹۲۲ ساخته شد.